# فرودگاه بین‌المللی کالیبو
فرودگاه بین‌المللی کالیبو (به انگلیسی: Kalibo International Airport) (به زبان بومی: Paliparang Pandaigdig ng Kalibo) یک فرودگاه همگانی مسافربری با کد یاتا KLO است که یک باند فرود آسفالت و بتن دارد و طول باند آن ۲۳۰۰ متر است. این فرودگاه در کشور فیلیپین قرار دارد و در ارتفاع ۱۲ متری از سطح دریا واقع شده‌است.

## شرکت‌های هواپیمایی و مقصدهای پروازی

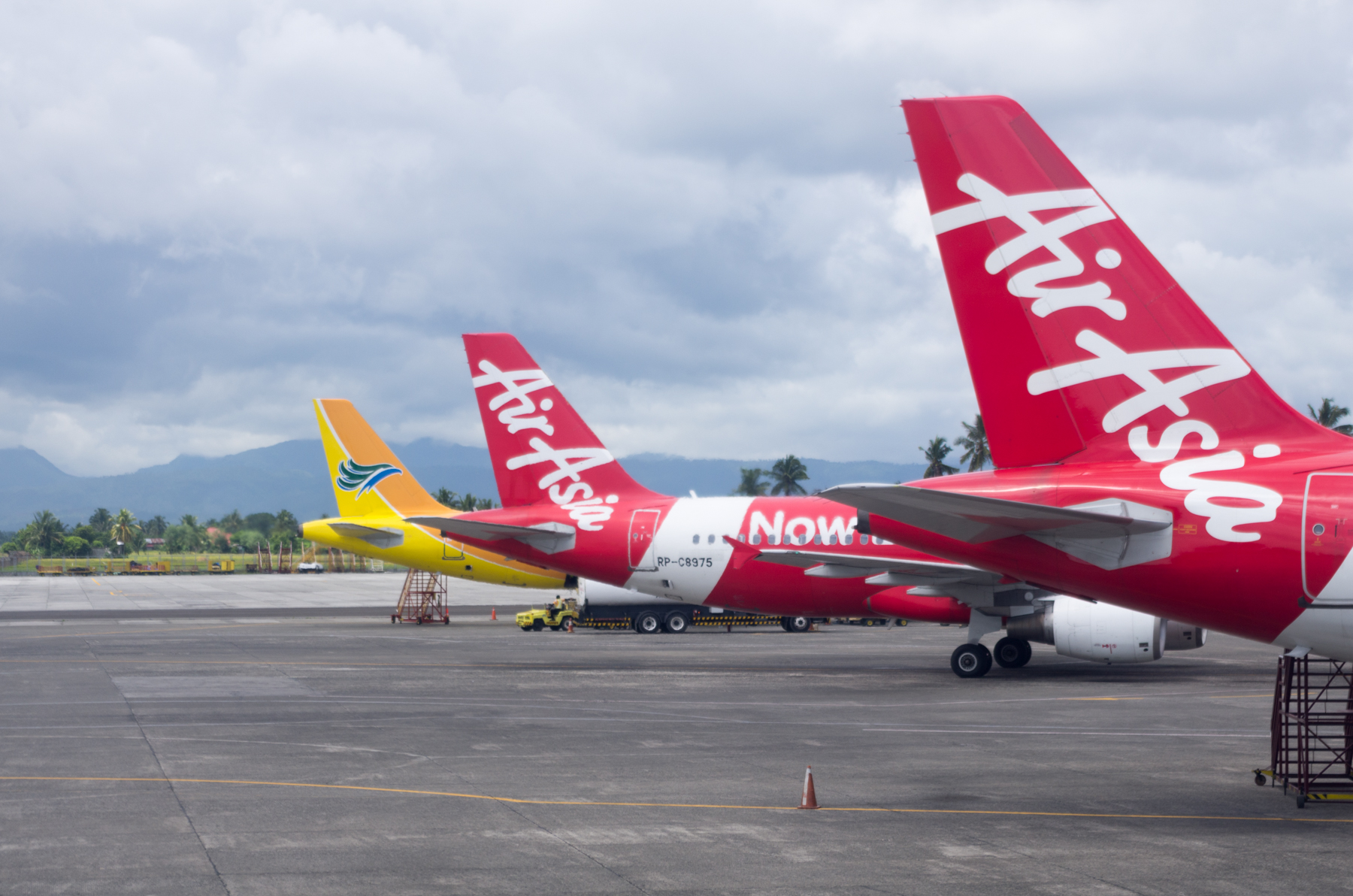
Air Asia and Cebu pacific planes at Kalibo Airport.

| شرکت‌های هواپیمایی                      | مقصدهای پروازی |
| -------------------------------------- | --- |
| ایرآسیا                                | کوالالامپور |
| سبو پسیفیک                             | کلارک (آغاز از ۳۰ اکتبر ۲۰۱۷), مکتان-کبو، هنگ کنگ، نینوی آکوئینو، اینچئون چارتر: چنگچینگ ییانگبی، بایون گوآنگجو، شانگهای پودنگ                        |
| سبو پسیفیک اجرا توسط Cebgo             | نینوی آکوئینو |
| چاینا ایرلاینز                         | فصلی: تائویوان تایوان |
| هنگ کنگ اکسپرس                         | چارتر: هنگ کنگ |
| جونیائو ایرلاینز                       | نانجینگ لوکو (آغاز از ۱ نوامبر ۲۰۱۷), شانگهای پودنگ (آغاز از ۳۱ اکتبر ۲۰۱۷)                                                                           |
| Pan Pacific Airlines                   | موان، اینچئون |
| فیلیپین ایرلاینز                       | پکن، گیمهی، چنگدو شوانگلیو (پایان در ۱۹ اوت ۲۰۱۷), مکتان-کبو، نینوی آکوئینو، اینچئون، تائویوان تایوان چارتر: بایون گوآنگجو چارتر فصلی: خاباروفسک ناوی |
| فیلیپین ایرلاینز اجرا توسط PAL Express | چنگدو شوانگلیو (آغاز از ۲۰ اوت ۲۰۱۷), نینوی آکوئینو، نانجینگ لوکو چارتر: شانگهای پودنگ                                                                |
| ایراژیا فیلیپینز                       | گیمهی، مکتان-کبو، کلارک، فرانسیسکو بنگویی، نینوی آکوئینو، اینچئون، شانگهای پودنگ چارتر: هانگجو ژیاشان                                                 |
| Scoot                                  | چانگی سنگاپور |
| سیلک‌ایر                                | چانگی سنگاپور1 |
| ژیامن ایرلاینز                         | فوژو چنگل، زیامن گائوچی |

^ : This flight makes an intermediate stop between Kalibo and the listed destination. However, it has no rights to transport passengers solely between Kalibo and the intermediate stop.